# Campanularia brevicaulis
Campanularia brevicaulis is een hydroïdpoliep uit de familie Campanulariidae. De poliep komt uit het geslacht Campanularia. Campanularia brevicaulis werd in 1915 voor het eerst wetenschappelijk beschreven door Nutting. 